# TVN+1
TVN HD+1 – polska stacja ogólna, nadająca retransmisję programu TVN i TVN HD z opóźnieniem o jedną godzinę, która funkcjonowała od maja 2010 do stycznia 2012 (wersja SD kanału funkcjonowała od czerwca do listopada 2011).

## Historia kanału
1 maja 2010 roku został uruchomiony kanał TVN HD+1, który był kopią kanału TVN HD emitowaną z godzinnym opóźnieniem względem oryginału. Od 5 maja 2011 roku kanał, oprócz platformy n, dostępny był także w Cyfrowym Polsacie. W dzień po zakończeniu emisji sygnału TVN Warszawa za pośrednictwem naziemnej telewizji cyfrowej 1 czerwca 2011 roku uruchomiono wersję SDTV TVN z godzinnym opóźnieniem pod nazwą TVN+1. Wersja SD tego kanału była nadawana wyłącznie w Warszawie i okolicach.
Po powołaniu internetowego serwisu TVN Player, w którym zamieszczano większość pozycji programowych stacji, podjęto decyzję o zakończeniu nadawania kanałów z opóźnieniem czasowym. 3 listopada 2011 roku zaprzestano emisji TVN+1.
31 grudnia 2011 roku zakończono emisję kanału na platformie n, a 31 stycznia 2012 r. zakończono nadawanie satelitarne.